# 1998년 해태 타이거즈 시즌
1998년 해태 타이거즈 시즌은 해태 타이거즈가 KBO 리그에 참가한 17번째 시즌으로 김응용 감독이 팀을 이끈 16번째 시즌이다. 팀은 시즌 전 열린 슈퍼 토너먼트에서 OB 베어스를 꺾고 우승을 차지하며 기분 좋게 시즌을 시작했으나 이종범 조계현 이순철 등 팀의 대들보를 판 탓인지 LG 트윈스, OB 베어스와의 순위 경쟁 끝에 LG에 2경기, OB에 1경기 차로 밀린 5위에 머물러 포스트시즌 진출에 실패했으며 1994년 이후 4년 만에 대만에서 전지훈련(투수-포수들)을 치렀고 61승(승수는 OB와 같았으나 패수에서 뒤짐)으로 1989년 단일시즌제 도입 후(양대리그 체제인 99~2000년 제외) 2015년 와일드카드 제도 도입 이전까지의 5위팀 최다 승 타이 기록(93년 빙그레(61승으로 롯데(62승)에 비해 승수에서 뒤졌음에도 패수(빙그레 61 롯데 63)에서 우세)와 공동) 기록을 세웠지만 2002년 두산(66승)(LG와 승수가 같았음에도 패수에서 뒤짐) 2013년 롯데(66승)에 의해  타이가 됐다.
한편, 이강철이 7월 23일 광주 현대 더블헤더 1차전 선발승으로 당시 개인 통산 최다 선발승 타이(108선발승)(김시진과 공동) 기록을 세웠고 같은 달 29일 대전 한화전 선발승으로  통산 선발승 신기록을 갱신했으며 이 해(1998년) 시즌을 114선발승으로 마감했다.
하지만, 이강철의 기록은 조계현(당시 두산)이 2000년 10월 8일 잠실 삼성전 선발승으로 타이가 됐는데 조계현은 2001년 4월 12일 수원 현대 더블헤더 1차전 선발승으로 갱신(115선발승)했으며 이 해까지 117선발승을 기록한 뒤 은퇴했다.
그러나, 조계현의 기록은 한화 송진우가 2002년 7월 23일 대전 KIA전 선발승으로 타이가 됐는데 송진우는 8월 3일 대전 SK전 선발승으로 개인통산 최다 선발승 기록을 갱신(118선발승)했고 2009년 시즌 후 은퇴할 때까지 통산 163선발승으로 마감했지만 김시진(1984년 15선발승 1985년 21선발승 1987년 21선발승) 이강철(1989년 15선발승(박정현과 공동) 1992년 17선발승(윤학길과 공동)) 조계현 (1993년 17선발승 1994년 18선발승(이상훈과 공동))과 달리 최다 선발승 타이틀을 차지한 적이 없었다.

## 타이틀
- 방콕 아시안 게임 금메달: 임창용
- 한국갤럽 선정 한국인이 가장 좋아하는 국내 프로야구팀: 해태 타이거즈
- 올스타 선발: 이대진 (투수), 홍현우 (3루수)
- 올스타전 추천선수: 임창용, 이강철, 장성호, 최훈재
- 컴투스프로야구 90년대 해태 타이거즈 라인업: 최상덕 (중계투수), 이호준 (좌익수)
- 선발등판: 이대진, 이강철 (28)
- 마무리등판: 임창용 (56)
- 세이브포인트: 임창용 (42)
- 세이브: 임창용 (34)
- 탈삼진: 이대진 (183)
- 선발 GSC: 이대진 (5월 14일 현대전, 95)

### 퓨처스리그
- 남부리그 출장(타자): 이정훈 (59)
- 남부리그 타석: 최희창 (217)
- 남부리그 타수: 최희창 (196)
- 남부리그 출루율: 이우석 (0.396)
- 남부리그 1루타: 박재벌 (37)
- 남부리그 4사구: 이우석 (30)
- 완투: 류기중 (5)
- 남부리그 이닝: 류기중 (97.1)
- 남부리그 상대한 타자 수: 류기중 (440)

## 선수단
- 선발투수 : 이강철, 이대진, 김상진, 최상덕, 오철민
- 구원투수 : 김정수, 이병석, 곽현희, 이재만, 류기중, 박진철, 강태원
- 마무리투수 : 임창용, 소소경, 엄병열
- 포수 : 최해식, 권오성, 김지영, 황성기
- 1루수 : 장성호, 헤어
- 2루수 : 송구홍, 이경복
- 유격수 : 김종국, 김형성
- 3루수 : 홍현우, 안상준, 김태룡
- 좌익수 : 이호준, 백인수
- 중견수 : 김창희, 지승준
- 우익수 : 이호성, 박재용, 조현
- 지명타자 : 최훈재, 김재덕, 이우석, 최희창, 방수환, 박재벌

## 여담
- 소소경은 만 19세로 KBO 리그 사상 최연소 1군 출전 용병 투수가 되었다.
- 이 시즌 팀은 보크를 한 번도 저지르지 않았다.
- 김응용 감독은 KBO 리그 감독 중 역대 처음으로 개인 통산 1000승을 달성했다.
- 헤어는 KBO 리그의 외국인 선수 중 사상 처음으로 KBO 통산 0실책을 기록한 선수가 되었다.
- 김태룡은 WAR -1.54로, 팀이 KIA 타이거즈로 바뀌기 전까지 구단 사상 단일 시즌 최저 WAR 기록 보유자였다.
- 김상진은 이 시즌 월요일 경기에서 고의4구 3개를 허용하여 KBO 리그 역대 단일 시즌 월요일 경기 최다 기록을 세웠다.
- 이강철은 이 시즌 월요일 경기에서 희생플라이 4개를 허용하여 KBO 리그 역대 단일 시즌 월요일 경기 최다 기록을 세웠다.
- 이 시즌 팀은 구단 역사상 처음으로 KBO 골든글러브 수상자를 배출하지 못했다.
- 이경복은 KBO 리그 지명타자 통산 최저 WAR(-1.59) 기록을 세웠다.
- 영화 해가 서쪽에서 뜬다면에서 이 시즌의 해태 타이거즈가 나오는 부분이 있다.
- 1999 신인드래프트에서 구단 사상 마지막 고졸우선지명으로 류찬을 지명하여 영입했다.